# مهمان‌نوازی ما
مهمان‌نوازی ما (انگلیسی: Our Hospitality) یک فیلم صامت در سبک کمدی رمانتیک به کارگردانی باستر کیتون است که در سال ۱۹۲۳ منتشر شد که داستان دو خانواده متخاصم را روایت می کند. از بازیگران آن می‌توان به باستر کیتون، جو کیتون، ناتالی تلمج و جو رابرتز اشاره کرد. 
کیتون در این فیلم نقش جان مک کی، مرد جوانی را بازی می کند که به زادگاهش بازمی گردد تا ارث خود را از پدرش بگیرد. زمانی که در شهر است، با مارگارت کنفیلد (مارگارت لیهی)، دختر رقیب خانواده اش آشنا می شود و عاشق هم می شوند.با این حال، خانواده کنفیلد به دنبال انتقام قتل پدر مارگارت هستند و مصمم به کشتن جان. او را به قصد کشتنش به خانه خود دعوت می کنند.
فیلم مهمان نوازی ما یکی از فیلم های کلاسیک باستر کیتون است که هنوز هم جذابیت خود را برای علاقه مندان به سینما حفظ کرده است. بازی کیتون در فیلم قابل توجه است و داستان گیرا و سرگرم کننده است. یک فیلم کمدی بسیار جذاب و دیدنی است که تلاش های دو خانواده برای از بین بردن یکدیگر را نشان میدهد. همچنین فیلم به نحوه زندگی در قرن نوزدهم در منطقه غرب آمریکا پرداخته است.
این فیلم از بازی بسیار خوب بازیگران، صحنه های کمدی فوق العاده و داستانی جذاب برخوردار است